# Faro di Sombrero
Il faro di Sombrero (Sombrero light, in inglese) si trova sull'isola di Sombrero nell'oceano atlantico, una delle isole più settentrionali dell'arcipelago delle Piccole Antille e territorio d'oltremare britannico amministrativamente parte di Anguilla.
Questo faro costituisce un punto di riferimento sul passaggio di Anegada, da cui transita la più importante rotta marittima tra Europa e Caraibi.
Il faro è stato immortalato anche in numerosi francobolli emessi dal governo anguillano.

## Storia
Sombrero si trovava sulla rotta percorsa dalle navi che dall'Inghilterra si recavano nelle colonie del Sud e del Centro America; la zona fu teatro nel corso degli anni di numerosi naufragi, per questo motivo nel 1848 l'ammiragliato britannico chiese di installare un faro sull'isola. Il 30 giugno 1859 la nave Paramatta, della Royal Mail Steam Packet Company, fece naufragio durante il suo viaggio inaugurale sulla barriera corallina dell'isola di Anegada (Isole Vergini britanniche), poco distante da Sombrero.

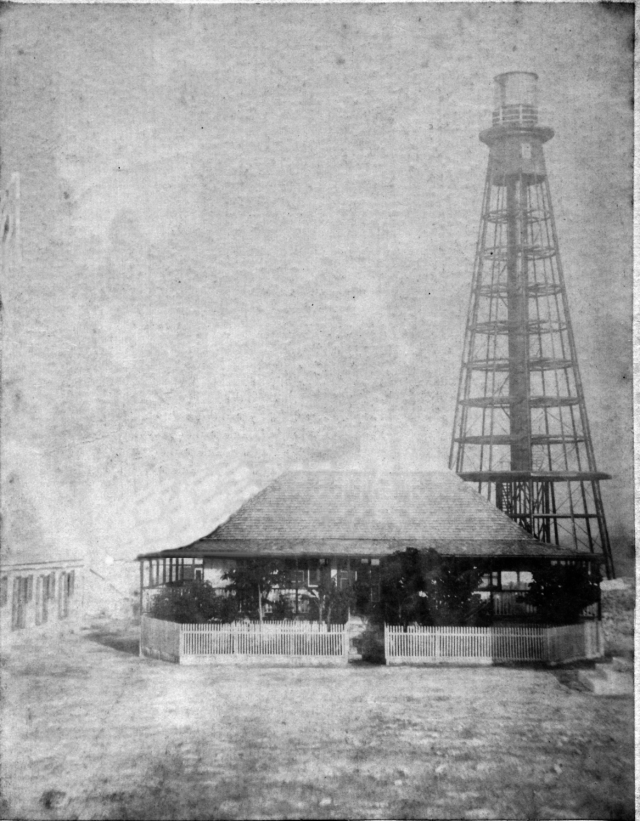
Il primo faro del 1868

### Il primo faro
Questo incidente convinse la marina britannica a spingere ulteriormente per la costruzione di un faro; esso venne infine costruito ed entrò in funzione a partire dal 1º gennaio 1868: si trattava di una torre in metallo a struttura aperta ("skeletal tower", in inglese) sormontata dalla lanterna e dal locale dei meccanismi.
Nel 1871 l'isola fu acquistata per 55.000 sterline dal banchiere parigino Emile Erlanger e in seguito rivenduta per 110.000 sterline alla New Sombrero Phosphate Co, fatto che originò la controversia Erlanger v New Sombrero Phosphate Co (1878).
Nel 1890 l'estrazione dei fosfati fu sospesa e a partire dal 1893 il faro passò sotto l'autorità del Board of Trade britannico, poi del Dipartimento dei Trasporti, e infine sotto la direzione di Trinity House, l'autorità generale britannica per i fari. Nel 1913 il vecchio sistema di illuminazione fu sostituito con un più moderno sistema capace di generare una potenza di circa 200.000 candele, la torre subì il primo massiccio restauro e le fondamenta furono rinforzate con un basamento in calcestruzzo, tuttora esistente.

### Il secondo faro
Il 20 luglio 1962, a seguito delle distruzioni causate dal passaggio dell'uragano Donna nel 1960, fu messo in funzione un nuovo faro sempre del tipo skeletal tower, e il 28 luglio 1962 fu abbattuta la vecchia torre.

### Il terzo faro
Nel 2001 Trinity House donò ed installò una nuova torre, l'attuale, ed il 1º dicembre 2001 la responsabilità del faro passò al governo di Anguilla ed è attualmente gestito dal Department of Fisheries and Marine Resources anguillano.
Nel 2002 il faro è stato automatizzato, ed i guardiani hanno abbandonato l'isola che ora è completamente disabitata.

## Struttura
L'attuale faro, installato nel 2001, consiste in una torre a pianta circolare dipinta di bianco, alta circa 15 metri, di sezione decrescente dalla base verso la cima. La torre è sormontata dal segnale luminoso, posto all'esterno e privo di "lanterna".
In prossimità si trovano gli edifici di servizio e alloggio per i custodi, ora abbandonati, ed i basamenti dei due fari precedenti.